# НУХТ (Київ)
НУХТ (Київ)  — український жіночий та чоловічий футзальний клуб з Києва. У 2005—2011 році виступав у жіночій Вищій лізі України.

## Хронологія назв
- 2005: НУХТ (Київ)
- 2009: «НУХТ-Атекс» (Київ) – після налагодження співпраці з «Атексом» (Київ)
- 2010: НУХТ (Київ)

## Історія
Футзальний клуб НУХТ заснований 2005 року в Києві і представляв Національний університет харчових технологій, скорочено НУХТ. У сезоні 2005/06 років команда потрапила до жіночої Вищої ліги України з футзалу. У сезоні 2007/08 років команда стала віце-чемпіоном України, а в наступному сезоні 2008/09 років посіла третє місце в національному чемпіонаті. У сезоні 2009/10 років, після налагодження співпраці з «Атексом» (Київ), команда виступала під назвою «НУХТ-Атекс» (Київ). Після закінчення сезону 2010/11 років клуб відмовився від подальших виступів у чемпіонаті. Потім виступав у студентських змаганнях.
Чоловіча команда з футзалу є постійним учасником чемпіонату України серед студентів з 2006 року. Найвищим досягненням вище вказаного колективу стала перемога в чемпіонаті 2008 року.

## Клубні кольори, форма, герб, гімн
| Білий | Червоний |

Клубні кольори — білий та червоний. Футзалісти зазвичай грають свої домашні матчі в білих футболках, червоних шортах та білих шкарпетках.

## Досягнення
- Вища ліга України
  -  Срібний призер (1): 2007/08
  -  Бронзовий призер (1): 2008/09

## Структура клубу

### Зала
Свої матчі команда проводить у залі СК НУХТ, який розташований на проспекті Науки, 29 а в Києві.

### Інші секції
Окрім основної команди в клубі функціонує дівоча та дитяча команда, яка виступає в міських турнірах.

### Дербі
- ДЮСШ-18 (Київ)
- «Спарта» (Київ)